# Never Get Out of These Blues Alive
Never Get Out of These Blues Alive — студійний альбом американського блюзового музиканта Джона Лі Гукера, випущений у 1972 році лейблом ABC.

## Опис
Після відомої співпраці Джона Лі Гукера з гуртом Canned Heat, цей альбом продовжує роботу блюзмена з переважно молодими музикантами і є попередником таких схожих проектів як The Healer і Mr. Lucky, які будуть випущені через 20 років. Ван Моррісон взяв участь у записі цього альбому в 1972 році і Mr. Lucky. Елвін Бішоп, Чарлі Масселвайт і навіть Стів Міллер також грають на цій сесії. Джазовий скрипаль Майкл Вайт грає на «Boogie With the Hook» і «T.B. Sheets».
Альбом записаний під час двох сесій 28 і 29 вересня 1972 року на студії Wally Heider Studios в Сан-Франциско, штат Каліфорнія. На цих самих сесіях був записаний альбом Born in Mississippi, Raised Up in Tennessee, який вийшов через два роки у 1973 році.
У 1972 році альбом посів 130-е місце в чарті Top Jazz Albums журналу «Billboard».

## Список композицій
1. «Bumble Bee Blues» (Джон Лі Гукер) — 4:12
2. «Hit the Road» (Джон Лі Гукер) — 2:57
3. «Country Boy» (Джон Лі Гукер) — 6:59
4. «Boogie with the Hook» (Джон Лі Гукер) — 6:32
5. «T.B. Sheets» (Джон Лі Гукер, Ван Моррісон) — 4:58
6. «Letter to My Baby» (Джон Лі Гукер) — 3:57
7. «Never Get Out of These Blues Alive» (Джон Лі Гукер) — 10:57

## Учасники запису
- Джон Лі Гукер — вокал, гітара
- Чарлі Масселвайт — губна гармоніка
- Лютер Такер, Мел Браун, Пол Вуд, Рей Маккарті — гітара
- Бенні Роу, Елвін Бішоп — слайд-гітара
- Марк Нафталін — фортепіано
- Кліфф Каултер, Роберт Гукер — електричне піаніно
- Роберт Гукер, Стівен Міллер — орган
- Джино Скеггс, Джон Кан — контрабас
- Мел Браун — бас-гітара
- Чак Крімеллі, Кен Свонк, Рон Бек — ударні
- Майкл Вайт — скрипка

Технічний персонал
- Ед Мішель — продюсер
- Кен Гопкінс — інженер
- Рік Стенлі — асистент інженера
- Бейкер Бігсбі — мікшування
- Філіп Мелнік — фотографія, дизайн обкладинки

## Хіт-паради
| Рік  | Чарт            | Позиція |
| ---- | --------------- | ------- |
| 1972 | Top Jazz Albums | 130     |